# Stenopialea nyasae
Stenopialea nyasae är en tvåvingeart som först beskrevs av Enrico Adelelmo Brunetti 1926.  Stenopialea nyasae ingår i släktet Stenopialea och familjen kulflugor.
Artens utbredningsområde är Malawi. Inga underarter finns listade i Catalogue of Life.